# Disperis uzungwae
Disperis uzungwae är en orkidéart som beskrevs av Bernard Verdcourt. Disperis uzungwae ingår i släktet Disperis och familjen orkidéer.
Artens utbredningsområde är Tanzania. Inga underarter finns listade i Catalogue of Life.